# Гапоненко, Сергей Васильевич
Сергей Васильевич Гапоненко (бел. Сяргей Васільевіч Гапоненка, род. 5 июня 1958, Минск) — белорусский физик. Академик Национальной академии наук Беларуси (2014, член-корреспондент с 2004 года), доктор физико-математических наук (1996), профессор (2008). 

## Биография
С. В. Гапоненко родился в Минске. В 1980 году окончил БГУ и начал работать в Институте физики АН БССР, а впоследствии в Институте молекулярной и атомной физики НАН Беларуси, где являлся заместителем директора по научной работе (1997—99), исполняющим обязанности директора (1999—2000), директором (2000—2007). Одновременно с 2001 по 2018 год возглавлял лабораторию нанооптики (с 2007 года — в составе Института физики НАН Беларуси). В 2014—2023 годах занимал должность председателя Научного совета Белорусского республиканского фонда фундаментальных исследований (БРФФИ), директора Исполнительной дирекции БРФФИ. С июня 2023 года — директор Института физики НАН Беларуси.

## Научная деятельность
Научные работы С. В. Гапоненко посвящены физике конденсированного состояния, оптике наноструктур. Он исследовал нелинейные оптические свойства примесных полупроводниковых кристаллов, спектральные свойства нанокристаллов, помещенных в диэлектрическую матрицу, а также изменение их характеристик при постепенном переходе к объемным телам. С. В. Гапоненко предложил использовать коллоидные наноструктуры в качестве фотонных кристаллов, изучил изменение квантовых процессов в таких системах, приводящее к изменению вероятностей квантовых переходов в молекулах, усилению нелинейно-оптических эффектов, увеличению чувствительности спектроскопических методов, исследовал закономерности распространения света в сложных (в том числе фрактальных) структурах. В 1996 году защитил диссертацию на соискание учёной степени доктора физико-математических наук по теме «Спектроскопические свойства полупроводниковых нанокристаллов и органических молекул в диэлектрических матрицах».

### Введение в нанофотонику
С. В. Гапоненко написал учебник под названием «Введение в нанофотонику», который был рекомендован Кембриджским университетом как учебное пособие для студентов старших курсов и магистрантов. Книга писалась изначально на английском языке и включает около 500 страниц.

## Награды
- Премия НАН Беларуси в номинации «Самый цитируемый автор» (2010)
- Премия академий наук Украины, Беларуси и Молдовы (2013)
- Медаль Франциска Скорины (2017)
- Премия НАН Беларуси (2019)
- Большая медаль НАН Беларуси (2023)

## Публикации
С. В. Гапоненко является автором нескольких монографий и около 200 научных работ, в том числе:
Книги
- Gaponenko S.V. Optical properties of semiconductor nanocrystals. — Cambridge University Press, 1998.
- Gaponenko S.V., Kalt H., Woggon U. Semiconductor Quantum Structures. Optical Properties. Part 2.. — Springer, 2004.
- Gaponenko S.V. Introduction to Nanophotonics. — Cambridge University Press, 2010.
- Гапоненко С.В. Лампово-транзисторные усилители своими руками. — СПб.: Наука и Техника, 2012.
- Gaponenko S.V., Demir H.V. Applied Nanophotonics. — Cambridge University Press, 2018.

Основные статьи
- С.В. Гапоненко. Оптические процессы в полупроводниковых нанокристаллитах (квантовых точках) // Физика и техника полупроводников. — 1996. — Т. 30. — С. 577—619.
- V.N. Bogomolov, S.V. Gaponenko, I.N. Germanenko, A.M. Kapitonov, E.P. Petrov, N.V. Gaponenko, A.V. Prokofiev, A.N. Ponyavina, N.I. Silvanovich, S.M. Samoilovich. Photonic band gap phenomenon and optical properties of artificial opals // Phys. Rev. E. — 1997. — Vol. 55. — P. 7619—7625. — doi:10.1103/PhysRevE.55.7619.
- E.P. Petrov, V.N. Bogomolov, I.I. Kalosha, S.V. Gaponenko. Spontaneous emission of organic molecules in a photonic crystal // Phys. Rev. Lett. — 1998. — Vol. 81. — P. 77—80. — doi:10.1103/PhysRevLett.81.77.
- D. Chigrin, A. Lavrinenko, D. Yarotsky, S.Gaponenko. Observation of omnidirectional reflection from one-dimensional dielectric lattice // Appl. Phys. A. — 1999. — Vol. 68. — P. 25—28. — doi:10.1007/s003390050849.
- M. Artemyev, A. Bibik, L. Gurinovich, S. Gaponenko, U. Woggon. Evolution from individual to collective electron states in a dense quantum dot ensemble // Phys. Rev. B. — 1999. — Vol. 60. — P. 1504—1506. — doi:10.1103/PhysRevB.60.1504.
- A.M. Kapitonov, A.P. Stupak, S.V. Gaponenko, E.P. Petrov, A.L. Rogach, A. Eychmüller. Luminescence Properties of Thiol-Stabilized CdTe Nanocrystals // J. Phys. Chem. B. — 1999. — Vol. 103. — P. 10109–10113. — doi:10.1021/jp9921809.
- D. Chigrin, A. Lavrinenko, D. Yarotsky, S.Gaponenko. All-dielectric one-dimensional periodic structures for total omnidirectional reflection and partial spontaneous emission control // J. Lightwave Technology. — 1999. — Vol. 17. — P. 2018—2024. — doi:10.1109/50.802989.
- S.V. Gaponenko. Effects of photon density of states on Raman scattering in mesoscopic structures // Phys. Rev. B. — 2002. — Vol. 65. — P. 140303. — doi:10.1103/PhysRevB.65.140303.
- A. Lavrinenko, S. Zhukovsky, K. Sandomirski, S. Gaponenko. Propagation of waves in non-periodic deterministic structures: Scaling properties of optical Cantor filters // Phys. Rev. E. — 2002. — Vol. 65. — P. 036621. — doi:10.1103/PhysRevE.65.036621.
- O. Kulakovich, N. Strekal, A. Yaroshevich, S. Maskevich, S. Gaponenko, I. Nabiev, U. Woggon, M. Artemyev. Enhanced Luminescence of CdSe Quantum Dots on Gold Colloids // Nano Letters. — 2002. — Vol. 2. — P. 1449–1452. — doi:10.1021/nl025819k.
- T. Ozel, S. Nizamoglu, M.A. Sefunc, O. Samarskaya, I.O. Ozel, E. Mutlugun, V. Lesnyak, N. Gaponik, A. Eychmuller, S.V. Gaponenko, H.V. Demir. Anisotropic Emission from Multilayered Plasmon Resonator Nanocomposites of Isotropic Semiconductor Quantum Dots // ACS Nano. — 2011. — Vol. 5. — P. 1328–1334. — doi:10.1021/nn1030324.
- D.V. Guzatov, S.V. Vaschenko, V.V. Stankevich, A.Ya. Lunevich, Yu.F. Glukhov, S.V. Gaponenko. Plasmonic Enhancement of Molecular Fluorescence near Silver Nanoparticles: Theory, Modeling, and Experiment // J. Phys. Chem. C. — 2012. — Vol. 116. — P. 10723—10733. — doi:10.1021/jp301598w.
- A. Rumyantseva, S. Kostcheev, P.-M. Adam, S.V. Gaponenko, S.V. Vaschenko, O.S. Kulakovich, A.A. Ramanenka, D.V. Guzatov, D. Korbutyak, V. Dzhagan, A. Stroyuk, V. Shvalagin. Nonresonant Surface-Enhanced Raman Scattering of ZnO Quantum Dots with Au and Ag Nanoparticles // ACS Nano. — 2013. — Vol. 7. — P. 3420—3426. — doi:10.1021/nn400307a.
- A.W. Achtstein, A.V. Prudnikau, M.V. Ermolenko, L.I. Gurinovich, S.V. Gaponenko, U. Woggon, A.V. Baranov, M.Yu. Leonov, I.D. Rukhlenko, A.V. Fedorov, M.V. Artemyev. Electroabsorption by 0D, 1D, and 2D Nanocrystals: A Comparative Study of CdSe Colloidal Quantum Dots, Nanorods, and Nanoplatelets // ACS Nano. — 2014. — Vol. 8. — P. 7678—7686. — doi:10.1021/nn503745u.
- S.V. Gaponenko, D.V. Guzatov. Colloidal plasmonics for active nanophotonics // Proceedings of the IEEE. — 2020. — Vol. 108. — P. 704-720. — doi:10.1109/JPROC.2019.2958875.